# Maďarská liberální strana
Maďarská liberální strana (maďarsky Magyar Liberális Párt) je liberální politická strana v Maďarsku, kterou založil Gábor Fodor po svém odchodu z SZDSZ.

## Volební výsledky

### Volby do Národního shromáždění
| Volby | Počet hlasů | Hlasy v % | Změna  | Mandátů | Změna | Postavení |
| ----- | ----------- | --------- | ------ | ------- | ----- | --------- |
| 2014* | 1 290 806   | 25,57     | –      | 1       | –     | Opozice   |
| 2018  | 682 701     | 11,91     | ▼13,66 | 1       | –     | Opozice   |

Poznámka: ve volbách 2014 strana kandidovala v koalici s MSZP, DK a hnutími Párbeszéd a Együtt. Ve volbách 2018 strana kandidovala v koalici s MSZP a hnutím Párbeszéd.

### Volby do Evropského parlamentu
| Volby | Počet hlasů | Hlasy v % | Počet mandátů | Politická skupina EP | Evropská strana                         |
| ----- | ----------- | --------- | ------------- | -------------------- | --------------------------------------- |
| 2014  | —           | —         | 0             | —                    | Aliance liberálů a demokratů pro Evropu |